# Çorlu
Çorlu (antiguamente Čorlu, pronunciado en inglés, portugués y español: Chorlu) es un distrito y una ciudad del noroeste de Turquía, en la región de Tracia oriental, en la provincia de Tekirdağ, distrito de Çorlu. La situación en el trayecto de la autopista principal entre Estambul (a 153 km), Grecia y Bulgaria la ha hecho desarrollar como ciudad industrial. En el censo del 2000 tenía 151.525 habitantes, el doble que en 1990 (74.681 habitantes) y nueve veces más que en 1955 (17.025 habitantes). En sus cercanías corre el río Çorlu Su, afluente del Ergene.

## Historia
Se han hecho hallazgos fechados desde el 1000 a. C. que dejan suponer que hubo un establecimiento frigio de nombre Tzirallum. Posteriormente se establecieron griegos, persas, macedonios, romanos y bizantinos. Bajo el dominio romano se llamó Cenofrurio, y allí fue asesinado el emperador Aureliano en 275. Romanos y bizantinos construyeron potentes fortificaciones y sirvió como lugar estratégico para el control de Tracia.
El sultán otomano Murad I la conquistó hacia 1360 e hizo destruir las fortificaciones griegas y la muralla romana. El 3 de agosto de 1511 Beyazid II derrotó al costado del pueblo, en el pequeño pueblo de Uğraşdere (Sirt-köyü), al príncipe Selim, que tuvo que huir hacia Crimea. El otro pretendiente al trono, el príncipe Ahmed, gobernador de Amasya, avanzó hacia Estambul esperando cruzar los estrechos y convertirse en sultán, pero disturbios en la capital provocados por los jenízaros (que a pesar de mantenerse leales a Beyazid eran favorables a Selim y no aceptaban a Ahmed), le hicieron dudar y finalmente decidió establecer su poder en Asia Menor y entrar así en rebelión abierta contra su padre. En estas condiciones Beyazid llamó a Selim, que estaba en Kaffa, y le devolvió la provincia de Semèndria. Ahora el temor de Beyazid era una posible alianza entre Ahmed e Ismail I de Persia. Los jenízaros presionaban y finalmente Beyazid II abdicó en favor de Selim en abril de 1512. El sultán se retiró a Demótica pero murió durante el viaje (26 de mayo de 1512) cerca de Çorlu. Selim mismo también murió en Çorlu nueve años después (pero los dos fueron enterrados en Estambul).
Evliya Çelebi describe la ciudad en 1651 y dice que tenía 3000 casas con población repartida entre cristianos y musulmanes, y dice que era un próspero centro comercial. En ese tiempo era un kada (distrito) del sandjak de Vize. Fue ocupada temporalmente por los rusos durante la guerra de 1877-1878. En la Primera Guerra de los Balcanes de 1912-1913, Çorlu fue puesto de mando del ejército otomano, siendo ocupada por fuerzas búlgaras en diciembre de 1912, y fue recuperada por los otomanos en la segunda Guerra de los Balcanes, en julio de 1913. De 1920 a 1922 fue ocupada por los griegos. Después de 1923 fue un importante estación del ejército republicano turco, actualmente es sede del 189° regimiento de infantería. Después de 1990 se han establecido muchos turcos de Bulgaria, pero principalmente emigrantes internos venidos de Anatolia, también tiene una fuerte comunidad rumana y refugiados albaneses y bosnios.

## Economía
La principal producción es el textil (con más de 3000 fábricas), pero también hay industrias alimentarias, de bebidas refrescantes, helados, condimentos, salsas y electrónica.

## Personas notables
- Murat Çetinkaya, gobernador del Banco Central de Turquía